# 2008 TS26
A 2008 TS26 a Naprendszer kisbolygóövében található aszteroida, az Apollo aszteroidacsoport tagja. A Mount Lemmon Survey program keretein belül fedezték fel 2008. október 9-én.